# Kepler Input Catalog
Kepler Input Catalog (KIC) é um banco de dados público pesquisável de cerca de 13.2 milhões de alvos utilizados para o Kepler Spectral Classification Program (SCP) e Kepler.
Os alvos Kepler SCP foram observados pelo projeto 2MASS, bem como filtros Sloan, tais como os filtros griz. O catálogo por si só não é usado para localizar alvos Kepler, porque só uma parte (cerca de 1/3 do catálogo) pode ser observado pela sonda. O catálogo completo inclui até a magnitude 21, dando 13.2 milhões de alvos, mas destes apenas cerca 6.5 a 4.5 milhões caíram sobre os sensores do Kepler.
KIC é um dos poucos catálogos de estrelas globais no campo de visão de uma nave espacial. KIC foi criado porque nenhum catálogo a tinha profundidade de informações suficientes para a seleção de alvos naquele momento. O catálogo inclui "massa, raio, temperatura efetiva, log(g) e metalicidade".
Um exemplo do catálogo KIC é KIC #10227020. Tendo tido sinais de trânsito detectados por esta estrela, tornou-se um Kepler Object of Interest, com a designação KOI-730.
Nem todas as estrelas Kepler Input Catalog com planetas confirmados ficam com uma designação de Kepler Object of Interest. A razão é que, por vezes, sinais de trânsito são detectados por observações não efetuadas pela equipe Kepler. Um exemplo de um desses objetos é Kepler-78b.